# Мяндозеро
Мяндозеро — крупнейшее озеро в Приморском районе Архангельской области.
Озеро находится на возвышенности в центральной части Онежского полуострова, к северу от озера Вёжмозеро. Высота над уровнем моря — 131 м. Площадь озера — 30,6 км², площадь водосбора — 88,1 км². На озере имеется несколько островов. Озеро окружено болотами, крупных притоков нет. Из Мяндозера вытекает одна река — Мянда (приток Вёжмы).